# Heliga apostlarna Petrus och Paulus kyrka, Čumić
Heliga apostlarna Petrus och Paulus kyrka (serbisk kyrilliska: Црква Светих апостола Петра и Павла; latinska: Crkva Svetih apostola Petra i Pavla; kyrkslaviska: Це́рковь Свѧты́хъ Апостлавъ Петра̀ и҆ Па́вла) är en serbisk-ortodox kyrkobyggnad, belägen i byn Čumić i staden Kragujevac i den statistiska regionen Šumadija och västra Serbien i Serbien.
Kyrkan är helgad åt apostlarna Petrus och Paulus och tillhör Šumadijas stift.

## Bilder

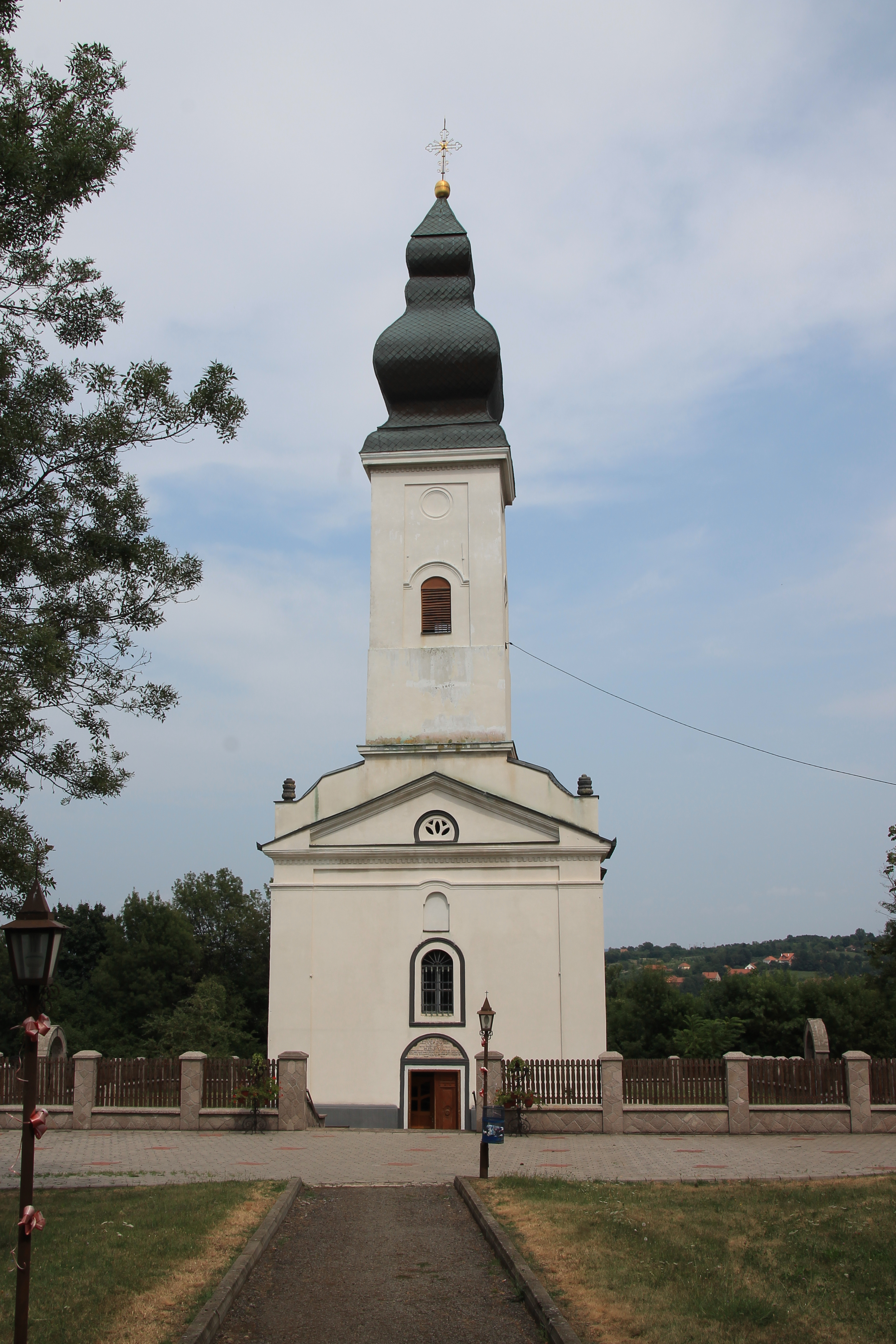
Fasaden.
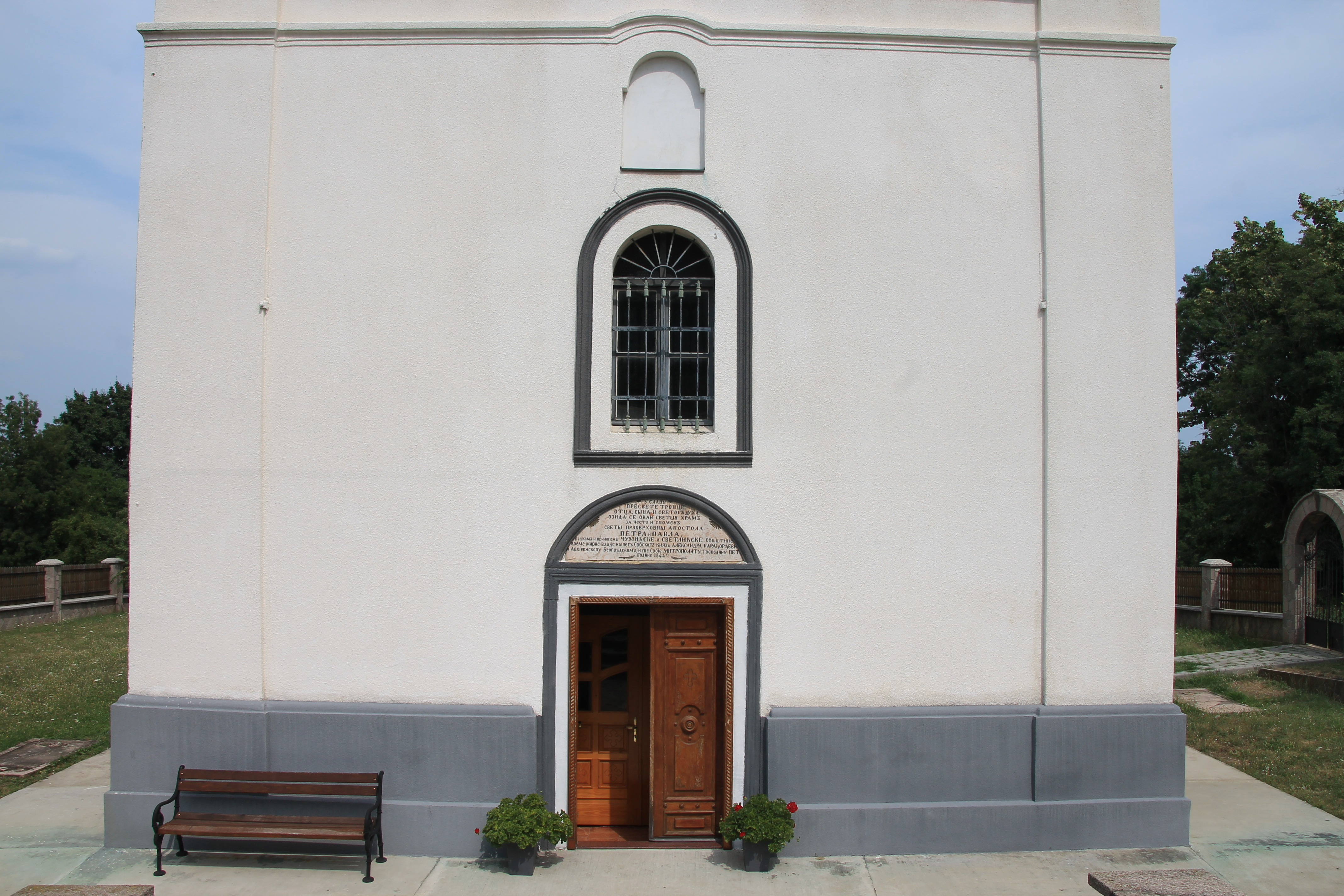
Ingången.